# Tecklembourg

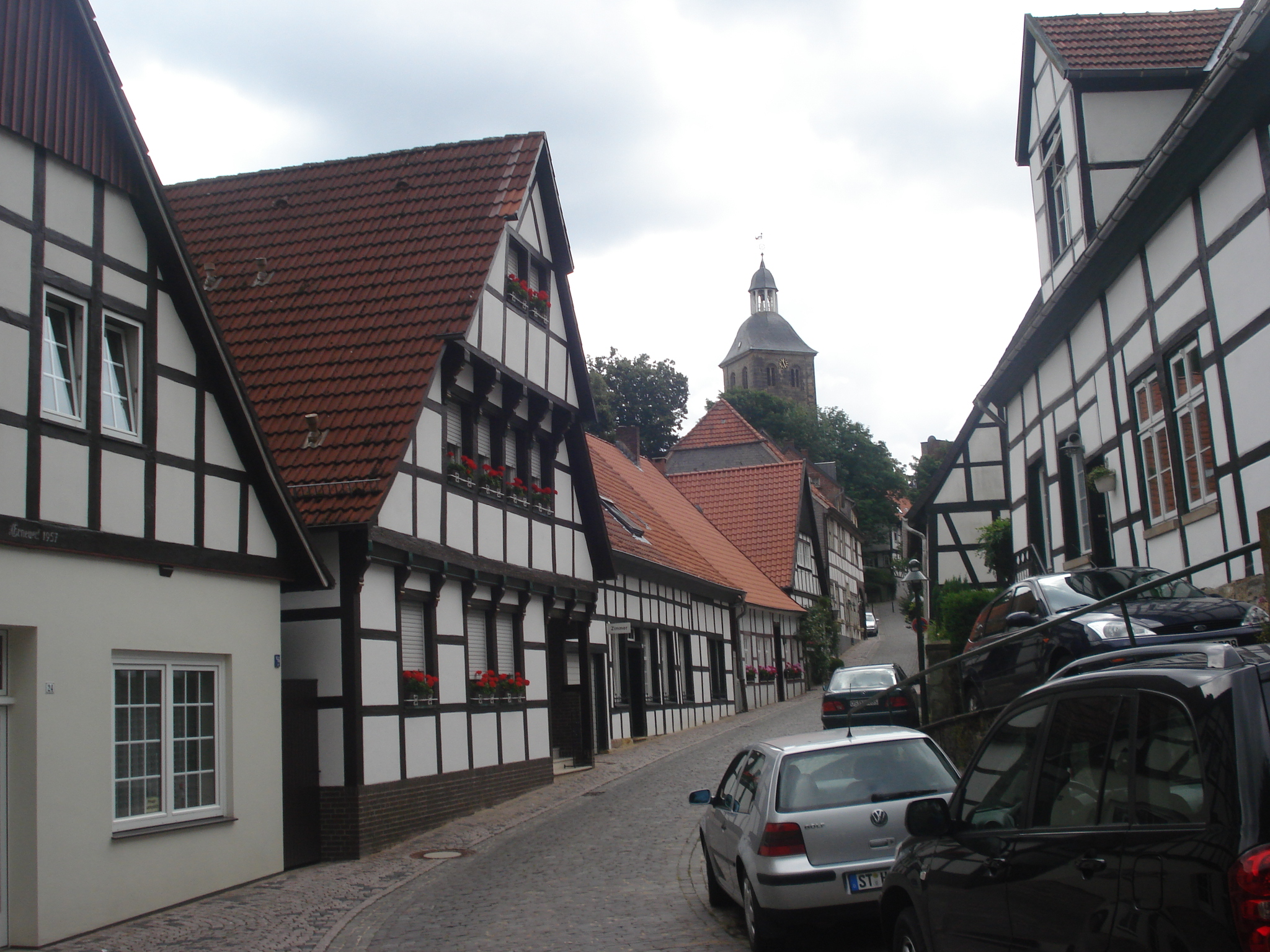
Rue typique de Tecklenburg

Tecklembourg, en allemand Tecklenburg, est une ville de Rhénanie-du-Nord-Westphalie (Allemagne), située dans l'arrondissement de Steinfurt, dans le district de Münster, dans le Landschaftsverband de Westphalie-Lippe.

## Histoire
Le comté de Tecklembourg appartenait à une famille issue des comtes de Sarrebruck depuis 1139. Ce comté, qui était assez étendu, fut réduit par des partages successifs. La lignée masculine des comtes s'étant éteinte vers 1562, le comté passa par mariage aux comtes de Bentheim, mais en 1577 la maison de Solms éleva des prétentions sur le Tecklembourg : il y eut un long procès qui fut suivi d'un premier partage en 1686. Divers autres partages eurent lieu depuis, et finalement le roi de Prusse acheta ou s'adjugea le tout en 1706. Les Français occupèrent le Tecklembourg en 1757.

## Politique
En 1848, Wilhelm Emmanuel von Ketteler est candidat aux élections pour le Parlement de Francfort pour la ville Tecklenburg. Il gagna contre le journaliste Karl Heinrich Brüggemann.

## Jumelages
- Chalonnes-sur-Loire (France) depuis 1982

## Monuments

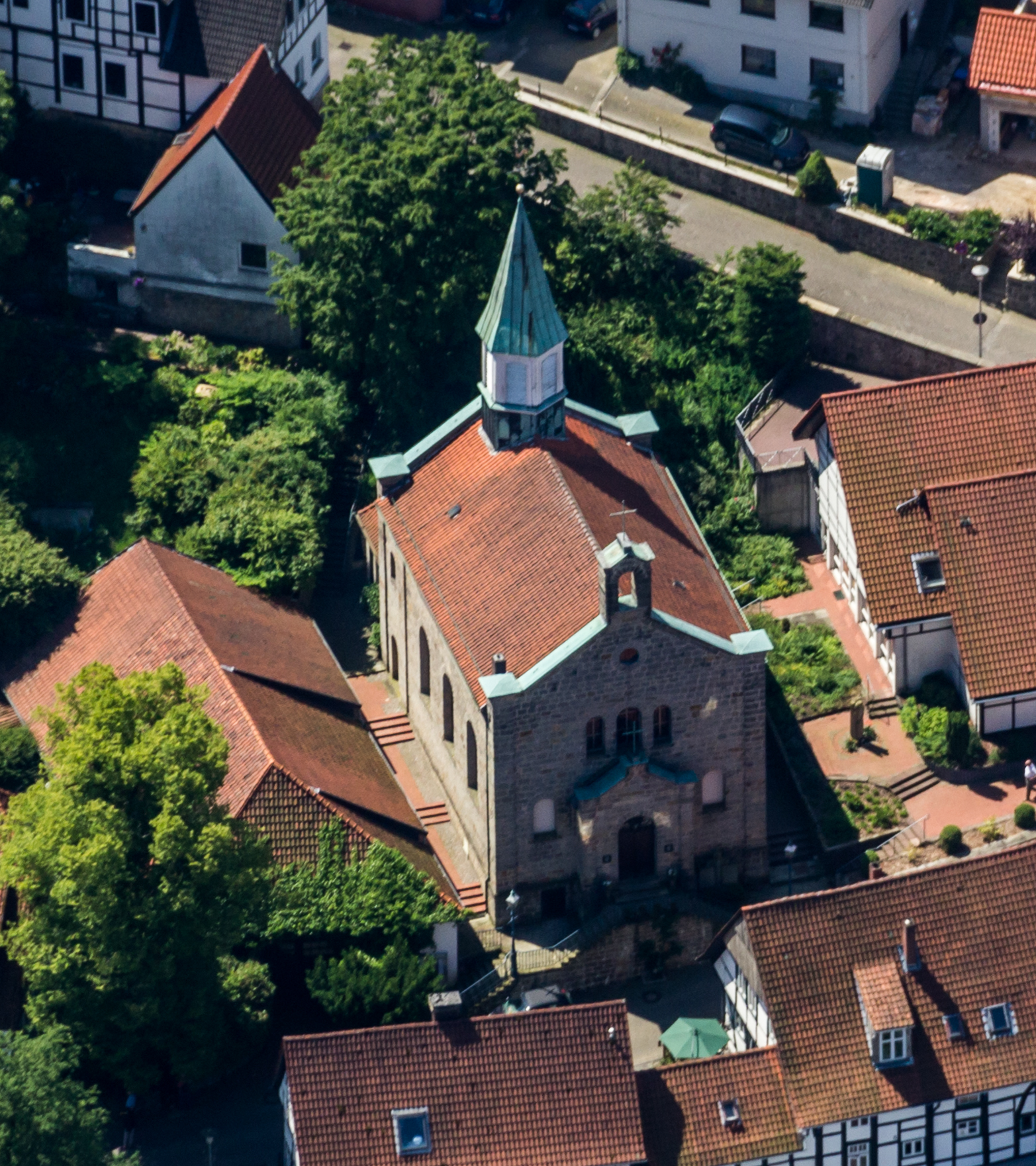
L'église St. Michael

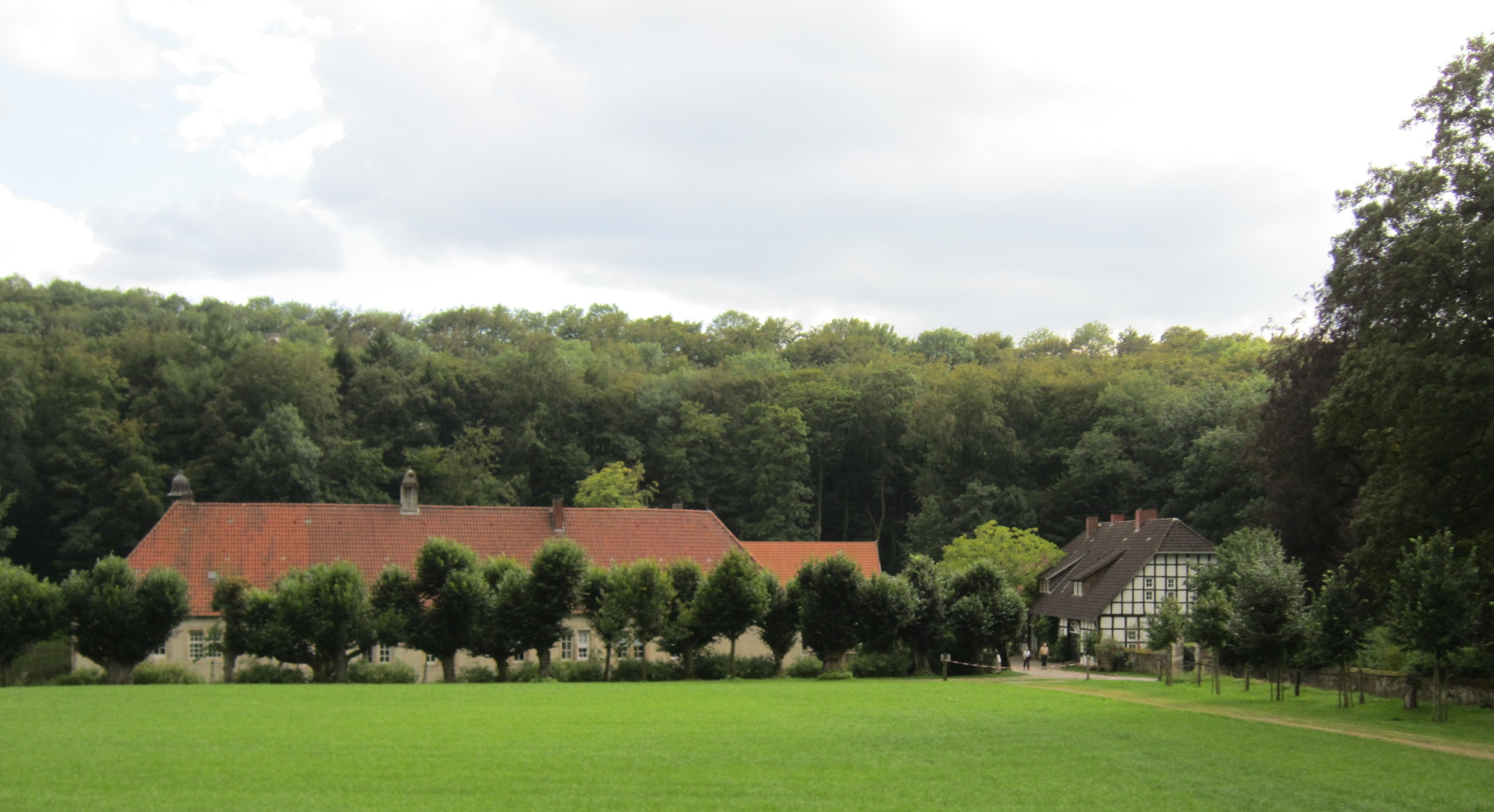
Le château fort à douves Haus Marck

- Le château de Tecklenburg. Fortification en ruine située à Tecklenburg, utilisée aujourd'hui comme théâtre en plein air.

Le château est construit vers 1250. Au XVIe siècle comtesse de Tecklembourg (de) y fait d'importants changements structurels.
Vers 1700, le château tombe en ruines et ses briques et pierres sont utilisées pour la construction d'autres bâtiments à Tecklenburg.
- L'église  Saint Michael (de).

- Le wasserburg Haus Mark (de)

## Économie
La ville de Tecklenburg est une destination touristique, en raison de son paysage urbain médiéval largement intact. Les principaux sites comprennent le château en ruine (qui sert maintenant de théâtre en plein air pendant l'été) et la Stadtkirche (l'ancienne église principale), où se trouvent les tombes des comtes et des princes de Tecklenburg-Bentheim, ainsi que d'autres personnages importants de l'histoire du comté et de la ville.

## Personnalités liées à la ville
- Adolphe d'Osnabrück (1185-1224), évêque né à Tecklembourg.
- Friedrich Adolf Krummacher (1767-1845), écrivain né à Tecklembourg.
- Julius von Loewenfeld (1808-1880), général né à Leeden.
- Friedrich von Bodelschwingh père (1831-1910), pasteur et théologien né à Tecklembourg.
- Ernst te Peerdt (1852-1932), peintre né à Tecklembourg.